# Parc national de la mer de Botnie
Le parc national de la mer de Botnie (finnois : Selkämeren kansallispuisto, suédois : Bottenhavets nationalpark) est un parc national de Finlande. 

## Description
Le parc s'étend dans la mer de Botnie dans les régions de Finlande propre et du Satakunta. Le parc est fondé en 2011,. Le parc national est une zone protégée significative de la mer Baltique qui s'étend de Kustavi à Merikarvia sur une zone maritime de 160 kilomètres de long. La superficie du parc est d'environ 90 000 hectares. Environ 98 % de la superficie du parc national est constitué d'eau.
Une résolution du gouvernement du 2 octobre 2009 et un projet de loi d'avril 2010 permettent la création de la zone. Le projet de parc national a provoqué une forte résistance, c'est pourquoi la superficie a été réduite par rapport au projet initial. Le permission de chasser le grand cormoran et le phoque gris est possible  sous réserve d'autorisation spéciale et au respect de certaines conditions.